# Drepaninae
Sous-famille
Les Drepaninae sont une sous-famille d'insectes lépidoptères de la famille des Drepanidae.

## Genres rencontrés en Europe
- Cilix Leach, 1815
- Drepana Schrank, 1802
- Falcaria Haworth, 1809
- Sabra Bode, 1907
- Watsonalla Minet, 1985